# Never Shout Never
 (octobre 2010).
Le contenu est difficilement compréhensible vu les erreurs de traduction, qui sont peut-être dues à l'utilisation d'un logiciel de traduction automatique.

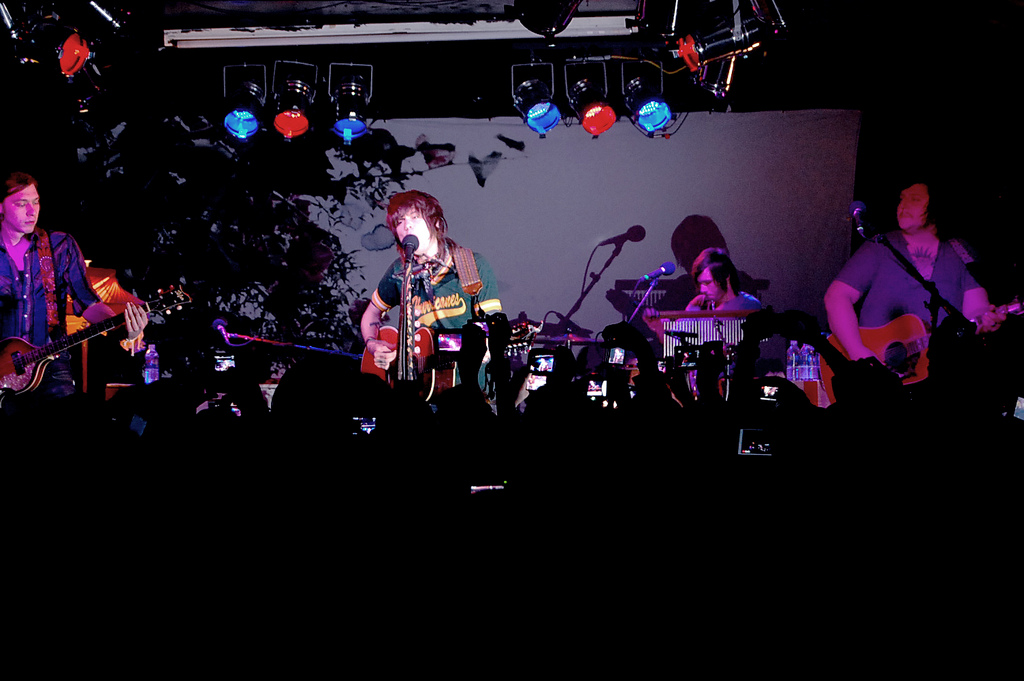
Never Shout Never en concert en 2009

Christofer Drew Ingle (né le 11 février 1991), mieux connu sous son nom de scène Never Shout Never, est un musicien pop américain acoustique.

## Carrière
Ingle a commencé à faire de la musique en tant que NeverShoutNever! en septembre 2007. Il a obtenu ses premiers succès sur MySpace. Le 30 juillet 2008, il a été présenté sur TRL, où il a interprété son single "Bigcitydreams". Il a fait des tournées avec Hellogoodbye et Ace Enders à l'automne 2008.
Le 17 novembre 2008, l'orthographe officielle du alias Ingle est devenue "NeverShoutNever!". Il avait déjà été répertorié comme Never Shout Never sur iTunes et le site de sa société de gestion. Aucune déclaration officielle concernant la raison du changement d'orthographe n'a été diffusée. Dans une interview, Ingle a révélé qu'il n'y avait plus de point d'exclamation suivant son nom de scène, et qu'il l'épelle en un seul mot quand il se sent heureux, mais en trois mots quand il ne l'est pas. Pour le prochain album d'Ingle, Warner Bros. Records annonce l'artiste sous le pseudo "Never Shout Never". Après la Harmony Tour, Ingle a voulu changer son nom en "Christofer Drew & the Shout" chose qu'il a renoncé à faire disant qu'il aimait les choses comme elles étaient (Christofer a annoncé cela durant l'interview chez Goom Radio le 11 mars 2011 à Paris).
Never Shout Never a commencé à tourner avec The Scene Aesthetic, The Honorary Title, et The Bigger Lights à la fin de février 2009, puis en tournée avec des groupes comme Forever the Sickest Kids, The Cab, et Mercy Mercedes, entre autres au printemps 2009 partie de la tournée Bamboozle 2009. Il a joué au Bamboozle Left 2009 et au Bamboozle 2009. Il a également tourné avec Weatherstar.
Le Summer EP a été publié le 23 juin 2009. Le premier single de l'EP, intitulé "Happy", a été libéré sur iTunes le 3 mars 2009.
Il a été annoncé le 29 mai 2009, qu'Ingle avait signé avec Warner Bros Records, mettant fin à une guerre d'enchères majeure. Dans le cadre de l'accord, Ingle va s'exécuter et faire des communiqués sur son propre label, Documents Loveway.
Le premier mini-album de Never Shout Never, What Is Love?, a été produit par Butch Walker.
Il était en tournée avec The Maine, un groupe de Pop-Punk originaire de Tempe en Arizona et enregistre un nouvel EP. Il a enregistré un dernier album, Time Travel.
Ingle suit un régime végétalien strict. Sa carrière musicale lui a fait abandonner ses études secondaires à Joplin Senior High, avant l'obtention du diplôme.

## Discographie

### Albums
- What Is Love? (2010)
- Harmony[1] U.S. #14 [2](2010)
- Time Travel (2011)
- Indigo (2012)
- Sunflower (2013)
- Black Cat (2015)

### EPs
- Demo-shmemo (February 29, 2008)
- The Yippee EP (July 29, 2008)
- Me & My Uke EP (January 27, 2009)
- The Summer EP (June 23, 2009)b U.S. #57[3]
- Never Shout Never (December 8, 2009)

### Singles
- "Bigcitydreams" (August 2008) Hot 100 Singles Sales
- "30days" (November 17, 2008)
- "Happy" (March 3, 2009)
- "Trouble" Hot 100 Singles Sales #5[4]
- "What is Love?"[5]
- "I Love You 5"
- "Can't Stand It"
- "Coffee and Cigarettes"[1]
- "CheaterCheaterBestFriendEater"
- "Trampoline"
- "On the brightside"
- "Love is our weapon"
- "Yourbiggestfan"
- "Jane Doe"
- "California"
- "Fifteen"
- "Growinpains"
- "Nopainnogain"
- "Time Travel"